# Château d'Olbreuse
 (décembre 2013).
Si vous disposez d'ouvrages ou d'articles de référence ou si vous connaissez des sites web de qualité traitant du thème abordé ici, merci de compléter l'article en donnant les références utiles à sa vérifiabilité et en les liant à la section « Notes et références ».
Le château d'Olbreuse est situé à Usseau, dans les Deux-Sèvres. Il aurait été construit au XIe siècle mais cela ne reste qu'une supposition car les archives font défaut pour dater sa construction. Il est devenu historiquement significatif en tant que berceau des ancêtres de nombreux monarques européens par Éléonore Desmier d'Olbreuse, une fille de la maison qui est probablement née ici en 1639, appelée la grand-mère de l'Europe.

## Historique

### Le château et le protestantisme
Le château d'Olbreuse est connu pour son affiliation avec le protestantisme plus précisément au calvinisme au XVIe siècle.
À cette époque le château appartenait à une branche de la famille Desmier, les Desmier d'Olbreuse. Début XVIIIe siècle le château appartenait à Éléonore, fille d'Alexandre Desmier d'Olbreuse (1608-1660), c'est à cette époque, en 1702 que Louis XIV met le château sous séquestre pour punir l'héritière d'avoir aidé les protestants. En effet depuis la conversion de la famille Desmier au calvinisme, ceux-ci ont pris part aux guerres de religion contre les catholiques. En 1685, le frère d'Éléonore, Alexandre, vit à Olbreuse avec sa femme qui était l'arrière-petite-fille du poète protestant Agrippa d'Aubigné. Grâce à la protection de la maison de Brunswick à laquelle Éléonore appartient par son union avec le prince allemand Georges-Guillaume de Brunswick-Lunebourg (1624-1705), il prend l'initiative de cacher provisoirement des protestants. L'un d'entre eux, l'instituteur de Mauzé-sur-le-Mignon, raconte à travers son journal cette période. Voici ce qu'il écrit sur Alexandre Desmier « ce véritable nourricier ne fut pas seulement appui et retraite pour moi et pour vous, mais encore pour toutes les personnes qui vinrent lui demander secours et retraite durant la persécution ». En 1707, la séquestre de Louis XIV fut levé et le château rendu à Éléonore. À la mort de cette dernière en 1722, le château a pour nouvelle propriétaire sa fille Sophie Dorothée, épouse du roi George Ier de Grande-Bretagne, mais elle meurt quatre ans plus tard laissant ainsi la propriété à ses enfants, George II de Grande-Bretagne et la reine de Prusse Sophie-Dorothée.

### Le château et la famille Prévot de Gagemont
En 1727, l'époux de Sophie-Dorothée, Frédéric-Guillaume Ier de Prusse, fait prendre des renseignements et apprend que le château rapporte 2 110 livres par an. Les deux héritiers décident d'en faire « don pur et simple » pour 40 000 livres à des cousins de la famille d'Olbreuse les Prévot de Gagemont qui étaient des catholiques.
Cette transaction fut autorisée par Louis XV, le 17 septembre 1729 par un arrêt : "Notre aimé féal Alexandre Prévost, seigneur de Gagemont... nous a très humblement fait exposé qu'ayant l'honneur d'appartenir à titre de cousin, à défunte notre très chère et très aimée cousine, madame Éléonore, duchesse de Brunswick Lunebourg aïeule maternelle de notre cher roi frère le roi de la grande Bretagne, et de notre très chère sœur la reine de Prusse auxquels comme héritiers de cette princesse, la terre et seigneurie d'Olbreuse,situées dans notre royaume, au pays d'Aunis, appartient aujourd'hui : c'est par cette considération et pour mettre ladite terre d'Olbreuse dans la famille de cette princesse qu'il a plu à notre très cher frère roi de la grande Bretagne et à notre très chère sœur la reine de Prusse d'en faire don à exposant(...)". Il restera dans cette famille jusqu'en 1871, la cause étant que la dernière propriétaire madame de Nossay, n'avait pas d'héritiers.

### Le retour aux Desmier
Le château après un arrangement avec madame de Nossay fut cédé au baron Charles Desmier d'Olbreuse (1829-1915) pour que ce monument ne tombe entre de mauvaises mains. Il faut savoir que le baron n'est pas un descendant direct d'Éléonore Desmier d'Olbreuse, il est issu d'une branche cousine, les Desmier de la Carlière, qui ont immigré au moment de la Révolution et qui à leur retour en France ont pris le nom de Desmier d'Olbreuse. Le château fait à nouveau parler de lui pendant la Première Guerre mondiale, il a servi d’hôpital pour les blessés aveugles de la guerre.

### L'auberge du château
En 1983,le château d'Olbreuse connaît un renouveau avec la création de la SARL L' auberge du château d'Olbreuse. Les actionnaires sont les propriétaires et leur fils Dominique, monsieur Arrivé (chef de cuisine) et madame Arrivé (gérante). L'auberge sert dans un premier temps à accueillir des séminaires, quatre salles de travail étaient à disposition avec une capacité d’accueillir jusqu'à 100 personnes. La salle de restaurant avait une capacité d’accueil de 150 personnes pour les banquets et 200 personnes pour les réceptions et les lunchs. Elle comptait aussi onze chambres baignant dans la tradition et le confort de l'ancien temps. Les menus proposés  par le chef Jean Arrivé se voulaient proches du terroir. Ils étaient aux maximum composés  de produits de la région (exemple : les poissons arrivés directement de La Rochelle). Les spécialités de l'auberge étaient : crottin de chèvre chaud, turbotin au sabayon de poivre vert, magret de canard sauce au chèvre frais, ris de veau braisé au pineau des Charentes, nougat glacé à l'angélique de Niort, feuilleté chaud aux pommes et son sabayon au cidre. L'auberge du château ferma ses portes définitivement  avec le rachat de la propriété en 1996.

### Secrets et mythes autour du château
Le château d'Olbreuse depuis sa création fait l'objet de nombreuses controverses. Certaines personnes issues des alentours relatent grâce à des histoires qui se transmettent de génération en génération que le château fut brûlé 27 fois. L'existence d'une cave à sel à l'intérieur de la propriété fait aussi débat, cette théorie est très probable car l'histoire nous prouve que le sel était une denrée très utilisée pour la conservation des aliments. D'autres dires racontent que la tour sud-ouest renfermerait une meurtrière, hypothèse qui a été réfutée par les propriétaires contemporains. Des souterrains furent  construits en dessous du château, ils sont connus  par tous les habitants qui habitent les environs. Ces souterrains traversaient le village d'Olbreuse, ils se prolongeaient jusqu’à Mauzé sur le Mignon (situé à 6,6 kilomètres d'Olbreuse), d'autres souterrains allaient  jusqu’à  l'église Notre-Dame de Dey (située au sud du bourg de Prin-Deyrançon à environ 7 kilomètres d'Olbreuse) et certains se déversaient  même dans les bois d'Olbreuse. Ces souterrains étaient  utilisés durant les guerres de religion  pour permettre aux protestants de se cacher et de fuir, ils étaient  donc parfaitement aménagés, on pouvait par moments s'y mettre debout, il y avait même des salles de respiration. À l'heure actuelle, ces souterrains sont impraticables ou même détruits.

## Les Desmier d'Olbreuse
Famille de tradition militaire, ils portent des armoiries d'une prestigieuse simplicité : « écartelé d'azur et d'argent à quatre fleurs de lys de l'un en l'autre ». La tradition veut que ce blason leur ait été accordé par le roi Jean le Bon à la bataille de Poitiers. Le dictionnaire généalogique des familles du Poitou de Beauchet-Filleau trouve leurs traces dès le XIIIe siècle.

## Architecture[2]
Le château d'Olbreuse ne se présente pas comme une de ces splendides demeures grâce auxquelles les grands seigneurs pouvaient montrer leur puissance et leur richesse. De telles constructions sont d'ailleurs plutôt rares dans la région. Même s'il est aujourd'hui bien différent de ce qu'il était au Moyen Âge, il continue à être ce qu'il a toujours été, un petit château sans prétention bien intégré dans l'univers rural, une maison distinguée mais qui reste dans la mesure d'un paysage tout de nuances et d'équilibre.

Vers le XIIIe siècle et jusqu'à la fin du Moyen Âge, le château est disposé selon un plan simple. On avait affaire à un rectangle avec une tour de quatre étages de meurtrières à chaque angle. Seules deux de ces tours subsistent : l'aile de bâtiment qui les rattache n'existait pas encore et à la place  se trouvait un mur de courtine qui permettait d'aller du château proprement dit aux deux tours avancées. Sur l'autre côté du rectangle, un mur parallèle joignait les deux tours maintenant disparues. On voit encore des vestiges de celle du fond dans le coin de l'ancien parking. Un autre mur frontal fermait la cour mais il n'en reste rien aujourd'hui. Il y avait aussi des puits qui étaient particulièrement profonds (40 m) dans ce sol calcaire, qui fournissait l'eau. La très intéressante charpente qui couvre aujourd'hui de son dôme à « l'impériale » semble dater du XVIe ou XVIIe siècle. Le château proprement dit, la partie habitée était constituée d'un unique bâtiment auquel étaient accotées les deux tours du seul. Il n'en reste aujourd'hui que la moitié, le reste ayant été abattu. Ce logis était plus bas que l'actuel et ses fenêtres plus étroites. On aperçoit la trace d'une porte plein cintre qui indique le niveau du premier étage. Sous le logis était creusée une cave voûtée encore très bien conservée dont l'entrée extérieure se distingue nettement au milieu du bâtiment. Un tel dispositif n'était nullement destiné à se défendre contre de véritables armées. Il servait essentiellement à mettre le seigneur, sa famille, ses gens et les villageois à l'abri des bandes de rôdeurs que cette région troublée n'a pas manqué de connaître, en particulier pendant la guerre de Cent Ans. Aux XVIIIe siècle, vers 1760 si l'on en croit les inscriptions placées sur le linteau de certaines portes, la famille Prevot de Gagement, alors propriétaire du château, supprime le mur de courtine et édifie l'aile perpendiculaire au corps de bâtiment central. La pièce d'angle est une vaste cuisine à dallage de pierre et à potager dans laquelle se dresse une importante cheminée. Elle n'a guère changé depuis cette époque et l'imposante table rustique est demeurée à sa place. À l'opposé contre la tour, est aménagé un salon à boiseries très bien conservé. À cette époque, l'aile ne comporte pas de premier étage à fenêtres hautes : il s'agit seulement d'une sorte de grenier à petites ouvertures. Le toit à la manière du pays est encore un toit à tuiles romaines faiblement incliné. Les fenêtres du logis central sont agrandies et le premier étage exhaussé. On notera que les deux girouettes placées sur les tours sont de la même époque, comme en font foi les dates qui y figurent. À la fin du XIXe siècle, le château revient à la famille Desmier. Ceux-ci le jugeant trop petit ils décident de rehausser l'étage de l'aile et remplacent le toit traditionnel par une charpente beaucoup plus pentue qu'ils font ensuite recouvrir de zinc. Ils font également abattre la seconde tour qui est en ruines. Commence alors une période de dégradation de l'édifice que ses propriétaires n'ont plus les moyens de rénover. En 1967, l'une des héritières, Christiane Desmier d'Olbreuse et son mari Félix Maingueneau, constatant l'extrême délabrement du château, décident de le restaurer et le font inscrire au supplément de l'inventaire des Monuments historiques.

## Propriétaires

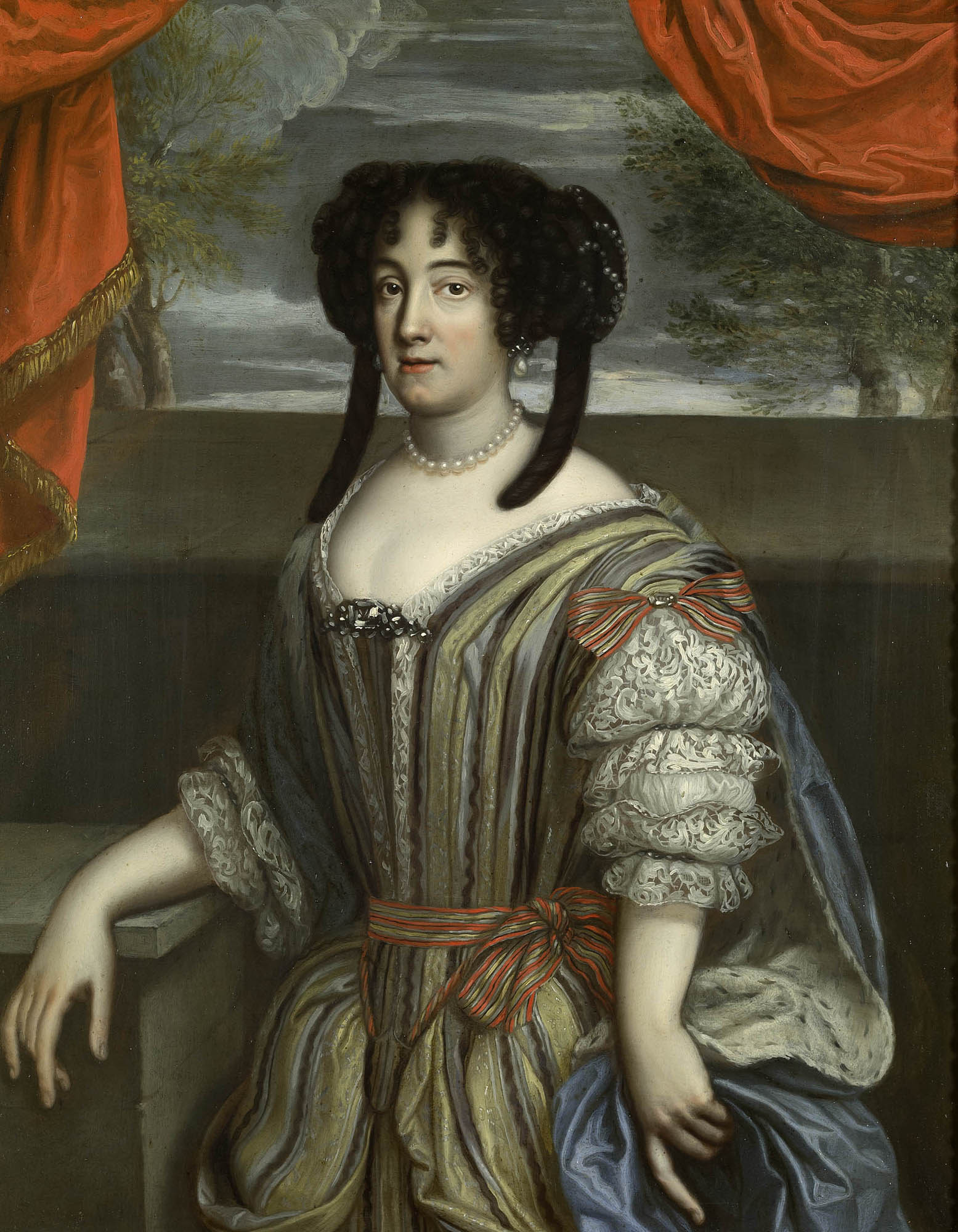
Éléonore Desmier d'Olbreuse, Duchesse de Brunswick-Lüneburg-Celle (1639-1722)

Aussi loin que l'on puisse remonter, le château est la propriété d'une branche de la famille Desmier : les Desmier d'Olbreuse. Au début du XVIIe siècle, le propriétaire du château, Alexandre Desmier d'Olbreuse (1608-1660) épouse en premières noces Jacqueline Poussard de Vandre. De leur union naîtront quatre enfants, dont Éléonore. Il se marie ensuite avec Jeanne Beranger du Beugnon, dont il a deux fils, Henri et Jean. Les enfants du premier mariage comme ceux du second meurent sans héritiers, à l'exception d'Éléonore. À sa mort en 1722, elle laisse Olbreuse à sa fille, Sophie-Dorothée de Brunswick-Lunebourg. Elle est l'épouse de Georges Ier, roi d'Angleterre mais meurt en 1726 après un échec spectaculaire de leur mariage; le château devient alors propriété de ses enfants, Georges II d'Angleterre et Sophie reine de Prusse. En 1729, le château fut donné à la famille Prevot de Gagemont, qui le conserva jusqu'en 1871. Les Prévost (ou Prévot) qui portaient pour blason "d’or au lion de sinople, lampassé, armé et couronné de gueules", sont originaires du Poitou et possédaient le Château de Gagemont à Saint-Martin-lès-Melle depuis la fin du XVIe siècle.
Par la suite le château a appartenu au baron Charles Desmier d'Olbreuse jusqu'en 1915. Sa fille Noémie en fut l’héritière jusqu'à sa mort en 1964. À sa mort le château est revenu de droit à sa fille, Christiane Desmier d'Olbreuse et son mari Félix Maingueneau jusqu'en 1996. Il appartient maintenant à la famille Boscals de Reals.